# Cavasse
Louis Auguste Pascal Cavasse dit Augustin Cavasse, né le 20 avril 1802 [30 germinal an X] à Puyloubier (Bouches-du-Rhône) et mort à une date indéterminée après 1866, est un sculpteur français.

## Biographie
Augustin Cavasse a vécu à Paris au 11 puis au 33, rue de Bièvre, et au 22, rue Royer-Collard dans le 5e arrondissement. 
Il a pris part aux Salons de 1831 et de 1833. En 1826, il reçut, de la Maison du roi, la commande d'un buste de Guido Réni dont le Louvre conserve le marbre daté de 1828. En 1832, il touche un modeste secours de 50 francs qui lui est payé sur les fonds de la Liste civile. En 1857, il exécute La Paix, une sculpture présente sur la rotonde d'Apollon du palais du Louvre,. 
Il vivait encore en 1860, car, à cette date, il exécuta la tête de Christ en pierre placée sous le porche de l'église de Saint-Germain-des-Prés. En 1866, il figure dans l'annuaire de l' Association des inventeurs et artistes industriels. On perd sa trace après cette date. Il avait alors 64 ans.
Les tables décennales de 1860 à 1892 de l'état-civil de la Ville de Paris n'enregistre aucun décès Cavasse en dehors de celui de son frère, François Cavasse, menuisier de 72 ans originaire également de Puyloubier, mort en mai 1872 dans de 18e arrondissement.

## Salon des artistes français
Salon de 1831Portrait de Mme Z***, buste en plâtre (n° 2890).
Salon de 1833Portrait de femme, buste en plâtre (n° 2479).